# Wendy Nicolls
Wendy Nicolls-Jones (17 juli 1969) is een Britse voormalige langeafstandsloopster.

## Loopbaan
Op het wereldkampioenschap 20 km in Debrecen in 2006 finishte Nicols als 38e in 1:10.55. In datzelfde jaar werd ze op de halve marathon van Reading tweede in 1:12.48 en eveneens tweede op de 10.000 m in 34.01,75 tijdens de Britse AAA-kampioenschappen.
In 2007 finishte Wendy Nicolls op de marathon van Rotterdam als negende in 2:45.54. Datzelfde jaar nam zij ook deel aan het WK halve marathon in Udine. In deze wedstrijd, die werd gewonnen door de Nederlandse Lornah Kiplagat in de wereldrecordtijd van 1:06.25, werd Nicolls 49e in 1:16.54.
Een jaar later was zij opnieuw present op dit WK, dat ditmaal plaatsvond in Rio de Janeiro. Het werd opnieuw een triomftocht voor Kiplagat, die nu won in 1:08.37. En net als het jaar ervoor moest Nicolls ruim 10 minuten op de winnares toegeven. Ditmaal werd zij 40e in 1:18.52. Aan het eind van 2008 nam zij deel aan zowel een 10 km als een halve marathon in Barbados. Beide wedstrijden, die daags na elkaar werden gehouden, won ze, eerst de 10 km in 35.57, een dag later gevolgd door de halve marathon in 1:20.57.
Vanaf 2013 zijn er door Nicolas geen aansprekende prestaties meer geleverd.

## Persoonlijke records
Baan
| Onderdeel | Prestatie | Datum        | Plaats  |
| --------- | --------- | ------------ | ------- |
| 800 m     | 2.15,0    | 1985         |         |
| 1500 m    | 4.36,8    | 1985         |         |
| 3000 m    | 10.38,1   | 1984         |         |
| 10.000 m  | 34.01,75  | 10 juni 2006 | Watford |

Weg
| Onderdeel      | Prestatie | Datum            | Plaats               |
| -------------- | --------- | ---------------- | -------------------- |
| 10 km          | 33.15     | 24 februari 2008 | Bourton-on-the-Water |
| 150 km         | 53.10     | 12 mei 2007      | Papendrecht          |
| 20 km          | 1:10.55   | 8 oktober 2006   | Debrecen             |
| halve marathon | 1:12.48   | 25 maart 2007    | Reading              |
| marathon       | 2:45.54   | 15 april 2007    | Rotterdam            |

## Palmares

### 10.000 m
- 2006:  Britse (AAA-)kamp - 34.01,75

### 10 km
- 2008:  10 km van Barbados - 35.57

### 20 km
- 2006: 38e WK - 1:10.55

### halve marathon
- 2006:  halve marathon van Reading - 1:12.48
- 2007: 49e WK - 1:16.54
- 2008: 40e WK - 1:18.52
- 2008:  halve marathon van Barbados - 1:20.57

### marathon
- 2007: 9e marathon van Rotterdam - 2:45.54